# 218. Infanterie-Division (Deutsches Kaiserreich)
Die 218. Infanterie-Division war ein Großverband der Preußischen Armee im Ersten Weltkrieg.

## Geschichte
Die Division wurde am 8. September 1916 an der Ostfront zusammengestellt und war dort bis Kriegsende im Einsatz. Anschließend trat sie im Verbund mit der Heeresgruppe Mackensen den Rückmarsch vom Balkan über Ungarn in die Heimat an. Hier wurde die Division bis 4. Januar 1919 demobilisiert und schließlich aufgelöst.

### Gefechtskalender

#### 1916
- 20. September bis 4. November – Schlacht bei Kowel
- 05. bis 25. November – Stellungskämpfe am oberen Styr-Stochod
- 29. November bis 1. Dezember – Stellungskämpfe an der Narajowka, zwischen Narajowka und Zlote-Lipa und der Ceniowka
- 11. bis 22. Dezember – Gebirgskämpfe im Ojtozgebiet
- ab 23. Dezember – Offensive im Berecker-Gebirge und am Ojtotpaß

#### 1917
- bis 7. Januar – Offensive im Berecker-Gebirge und am Ojtotpass
- bis 7. August – Stellungskämpfe in den siebenbürgischen Grenzkarpaten
- 06. August bis 3. September – Durchbruchsschlacht an der Putna und Sușita
- 08. bis 26. August – Kämpfe um die Gebirgsausgänge in die westliche Moldau (Oituz-Pass)
- 27. August bis 3. Oktober – Stellungskämpfe in den siebenbürgisch-rumänischen Grenzkarpathen
- 03. Oktober bis 9. Dezember – Stellungskrieg am Sereth und Susita
- ab 10. Dezember – Waffenstillstand auf der rumänischen Front

#### 1918
- bis 7. Mai – Waffenstillstand auf der rumänischen Front
- 07. Mai bis 11. November – Okkupation von Rumänien
  - 18. Oktober bis 11. November – Donauschutz
- ab 12. November – Rückmarsch der Heeresgruppe Mackensen vom Balkan durch Ungarn

## Gliederung

### Kriegsgliederung vom 20. Februar 1918
- 62. Infanterie-Brigade
  - Landwehr-Infanterie-Regiment Nr. 5
  - Reserve-Infanterie-Regiment Nr. 204
  - Reserve-Infanterie-Regiment Nr. 256
  - 4. Eskadron/1. Garde-Dragoner-Regiment „Königin Viktoria von Großbritannien und Irland“
- Artillerie-Kommandeur Nr. 218
  - Feldartillerie-Regiment Nr. 85
- 2. Kompanie/Reserve-Pionier-Bataillon Nr. 26
- Divisions-Nachrichten-Kommandeur Nr. 218

## Kommandeure
| Dienstgrad      | Name                    | Datum                                |
| --------------- | ----------------------- | ------------------------------------ |
| Generalleutnant | Konstantin Gentner      | 07. September 1916 bis 21. Juni 1917 |
| Generalleutnant | Ernst Armin von Nostitz | 22. Juni 1917 bis 21. Juni 1919      |